# Max Silberberg
Max Silberberg (* 27. Februar 1878 in Neuruppin; † nach 1942 im Ghetto Theresienstadt oder KZ Auschwitz) war ein deutscher Unternehmer, Kunstsammler und Mäzen. Er leitete in Breslau ein erfolgreiches Unternehmen, das die Stahlindustrie mit Magnesiterzeugnissen belieferte. Seine bedeutende Privatsammlung umfasste überwiegend deutsche und französische Malerei, Zeichnungen und Skulpturen des 19. und 20. Jahrhunderts. Hierunter befanden sich Werke namhafter Künstler wie Ernst Barlach, Max Liebermann, Pierre-Auguste Renoir und Vincent van Gogh, von denen sich der Sammler teilweise bereits 1932 infolge der Weltwirtschaftskrise trennen musste. Nach der Machtübernahme der Nationalsozialisten wurde Silberberg als Jude ab 1933 systematisch enteignet. Seine Kunstwerke befinden sich heute in verschiedenen Museen und Privatsammlungen. Erst nach 1990 konnten die Erben die Restitution einiger Werke erreichen.

## Leben
Max Silberberg kam 1878 als Sohn des Schneiders Isidor Silberberg im brandenburgischen Neuruppin zur Welt. Die Familie, die zum assimilierten jüdischen Bürgertum gehörte, lebte in einfachen Verhältnissen. Während die Schwester Margarete eine Ausbildung zur Schneiderin erhielt, konnte Max Silberberg das Gymnasium besuchen. Nach Beendigung seines Militärdienstes zog die Familie nach Beuthen in Oberschlesien. Vermutlich erlernte Max Silberberg hier einen kaufmännischen Beruf und trat im Alter von 24 Jahren als Prokurist in die Fabrik für Metallverarbeitung M. Weißenberg ein. Das zum Kartell der Vereinigung der Magnesitwerke gehörende Unternehmen stellte feuerfeste Baustoffe zur Auskleidung von Hochöfen her. Silberberg heiratete später Johanna Weißenberg, die Tochter des Firmeneigentümers, und wurde Mitinhaber des Unternehmens. Der gemeinsame Sohn Alfred Silberberg kam am 8. November 1908 zur Welt.
1920 zog Max Silberberg mit seiner Familie nach Breslau. Die Silberbergs bewohnten hier eine große Villa in der Landsberger Straße 1–3 (heute ul. Kutnowska). Das Esszimmer, einschließlich der Möbel und des Teppichs, entwarf der Architekt August Endell 1923 im Stil des Art déco. Die Wände des Hauses schmückte schon bald eine herausragende Gemäldesammlung, überwiegend mit deutschen und französischen Werken des 19. und 20. Jahrhunderts. Silberberg verfügte zudem über eine umfangreiche Kunstbibliothek – vor allem mit französischsprachiger Literatur zur modernen Kunst. Durch die Folgen der Weltwirtschaftskrise musste er sich 1932 von 30 seiner Spitzenwerke – darunter Arbeiten von Monet, van Gogh und Renoir – bei einer Auktion in Paris wieder trennen.
Silberberg engagierte sich im Breslauer Kulturleben und lud in sein Haus zu Vorträgen – beispielsweise zur Geschichte des Judentums. Er trat für die Bewahrung der jüdischen Kulturgeschichte ein und gehörte zu den Mitbegründern des Vereins Jüdisches Museum in Breslau, als dessen 1. Vorsitzender er seit März 1928 wirkte. Zusammen mit dem Direktor des Breslauer Schlossmuseums, Erwin Hinze, gehörte er 1929 zu den Organisatoren der Ausstellung Das Judentum in der Geschichte Schlesiens. Darüber hinaus unterstützte er das Jüdische Museum als Mäzen und stiftete einen silbernen Toraschild aus dem 18. Jahrhundert und einen silbernen Thorazeiger. Weiterhin gehörte er dem Kuratorium des Schlesischen Museums der bildenden Künste an und war Mitglied im Vorstand der Gesellschaft der Kunstfreunde, die das Museum als Fördereinrichtung unterstützte.
Nach der Machtübernahme der Nationalsozialisten begann für Silberberg, wie für andere Juden, die systematische Ausgrenzung, Entrechtung und Enteignung. Umgehend verlor er alle seine öffentlichen Ämter. 1935 empfahl SS-Sturmbannführer Ernst Müller die Nutzung der Silberberg-Villa für den SS-Sicherheitsdienst und Silberberg musste sein Haus weit unter Verkehrswert verkaufen. In der Folge zog Silberberg mit seiner Familie in eine kleine Mietwohnung und trennte sich notgedrungen vom überwiegenden Teil seiner Kunstsammlung, die in mehreren Auktionen im Berliner Auktionshaus Graupe versteigert wurde. Neben Gemälden und Zeichnungen von Menzel, Degas, Cézanne und anderen, sowie Skulpturen von Rodin, gelangte auch seine umfangreiche Bibliothek zur Auktion.
Während der Novemberpogrome 1938 wurde der Sohn Alfred Silberberg in das KZ Buchenwald verschleppt und verblieb dort für acht Wochen. Er konnte das Lager nur unter der Auflage verlassen, umgehend aus Deutschland zu emigrieren. Gemeinsam mit seiner Frau Gerta übersiedelte er kurz darauf nach Großbritannien. Durch diskriminierende Steuern wie die Judenvermögensabgabe verschlechterte sich die finanzielle Situation Max Silberbergs zusehends. Auch war er gezwungen die Reichsfluchtsteuer zu entrichten, obschon er und seine Frau nicht ausreisten. Ebenfalls im November 1938 kam es zur „Arisierung“ der Firma Weißenberg, die in den Besitz des Breslauer Industriellen Carl Wilhelm überging. Das Finanzamt Breslau-Süd verpfändete Silberbergs Besitz wegen angeblicher Steuerschulden und der vormals wohlhabende Kunstsammler lebte nun in ärmlichen Verhältnissen. Von den wenigen in seinem Besitz befindlichen Kunstgegenständen musste er einen Teil an das Schlesische Museum der bildenden Künste verkaufen. Der Verkaufserlös floss hingegen an die „arisierte“ Firma Weißenberg. Das Museum ließ zudem das Gemälde Stillleben mit Äpfeln und Porree von Carl Schuch abholen, das Silberberg bereits 1920 dem Museum schenkte, das aber bis zu seinem Tod in seiner Wohnung verbleiben sollte. Ein kleiner Rest seiner Sammlung mit einigen Zeichnungen sowie Kleinplastiken von Georg Kolbe verblieb bis 1940 in seinem Besitz, bevor sie vom Museum der bildenden Künste in Breslau „arisiert“ wurden.
Ende 1941 erhielt der im Londoner Exil lebende Sohn Alfred das letzte Lebenszeichen seiner Eltern. Max und Johanna Silberberg kamen 1942 in das Sammellager Kloster Grüssau, von wo sie am 3. Mai 1942 – vermutlich in das Ghetto Theresienstadt – deportiert wurden. Über den genauen Tag und Ort des Todes gibt es keine Unterlagen. Verschiedene Historiker nehmen an, dass Silberberg und seine Frau im KZ Auschwitz ermordet wurden. Nach dem Zweiten Weltkrieg ließ Alfred Silberberg seine Eltern per 8. Mai 1945 für tot erklären.

## Die Sammlung Silberberg

### Entstehung der Sammlung
Zu Beginn des 20. Jahrhunderts baute Max Silberberg eine der bedeutenden privaten Kunstsammlungen im Deutschen Reich auf. Bei deren Ausbau könnte ihn Heinz Braune beraten haben, der ab 1916 als Direktor das Schlesische Museum der bildenden Künste in Breslau leitete. Anders als etwa die Museen in Berlin, München, Hamburg oder Bremen zeigte sich das Museum in Breslau vor dem Ersten Weltkrieg gegenüber den modernen Kunstströmungen verschlossen. Dies änderte sich mit der Berufung von Braune, der zuvor als Assistent von Hugo von Tschudi an der Neuen Pinakothek in München arbeitete, wo dieser, wie zuvor an der Nationalgalerie in Berlin, den Aufbau insbesondere der Sammlungen der französischen Moderne initiierte. Als Indiz für den Austausch zwischen Braune und Silberberg können drei Schenkungen gelesen werden, die der Sammler an das Museum in Breslau übertrug. Hierzu gehört neben dem Stillleben mit Äpfeln und Porree von Carl Schuch je eine Zeichnung von Hans Purrmann und von Max Beckmann.
Da Breslau über keinen nennenswerten Kunsthandel verfügte, bezog Silberberg wie andere Breslauer Sammler – beispielsweise Leo Lewin und Ismar Littmann – Kunstwerke über den Berliner Kunsthandel. Hier war es vor allem Paul Cassirer, der Silberberg beim Aufbau seiner Sammlung beriet. Zudem stand er mit dem Kunsthistoriker Julius Meier-Graefe in regem Austausch und traf sich wiederholt mit Künstlern wie Max Liebermann, Georg Kolbe und Hans Purrmann. Darüber hinaus kaufte er aber auch Werke in der Galerie Thannhauser in Luzern oder auf einer der sogenannten Russenauktionen in Berlin. Nachweisbar ist hier der Erwerb einer Zeichnung von Greuze, die sich vormals in der Sammlung der Eremitage befand und zur Devisenbeschaffung im Auftrag der Sowjetregierung auf den Kunstmarkt gelangte.
Weiterhin erwarb Silberberg Kunstwerke direkt aus anderen Sammlungen. Hierzu gehörte beispielsweise Claude Monets Gemälde Boote auf der Seine, das er von der Familie des Künstlers erstand. Ebenso gelangten Werke aus Sammlungen in seinen Besitz, die aufgrund der Weltwirtschaftskrise oder durch Erbgang aufgelöst wurden. Beispielsweise erwarb er Gemälde aus der Dresdner Sammlung Adolf Rothermundt oder der Breslauer Sammlung Leo Lewin.

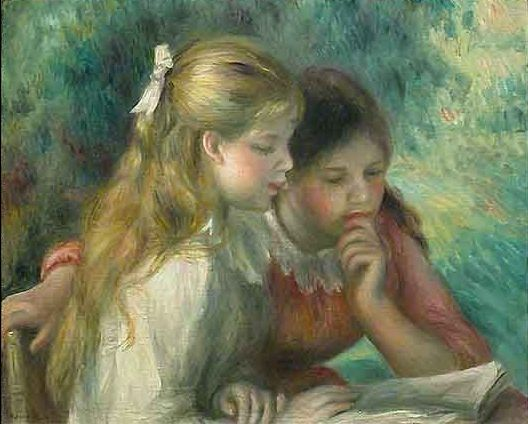
Pierre-August Renoir: Die Lektüre Louvre, Paris
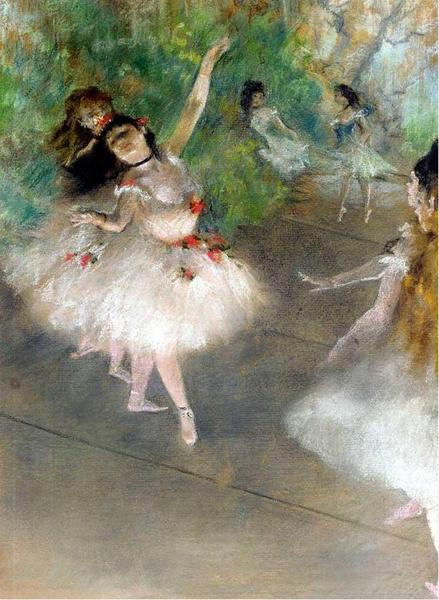
Edgar Degas: Balletttänzerinnen Privatsammlung
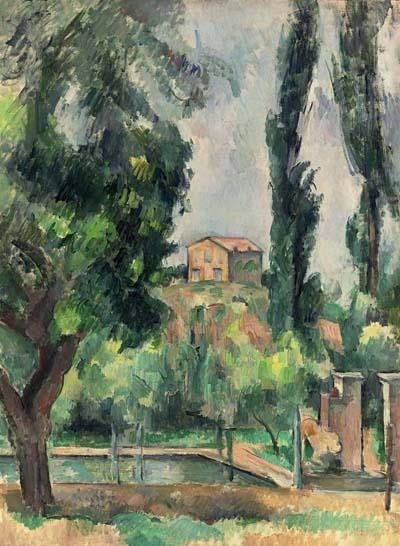
Paul Cézanne: Jas de Bouffan Privatsammlung
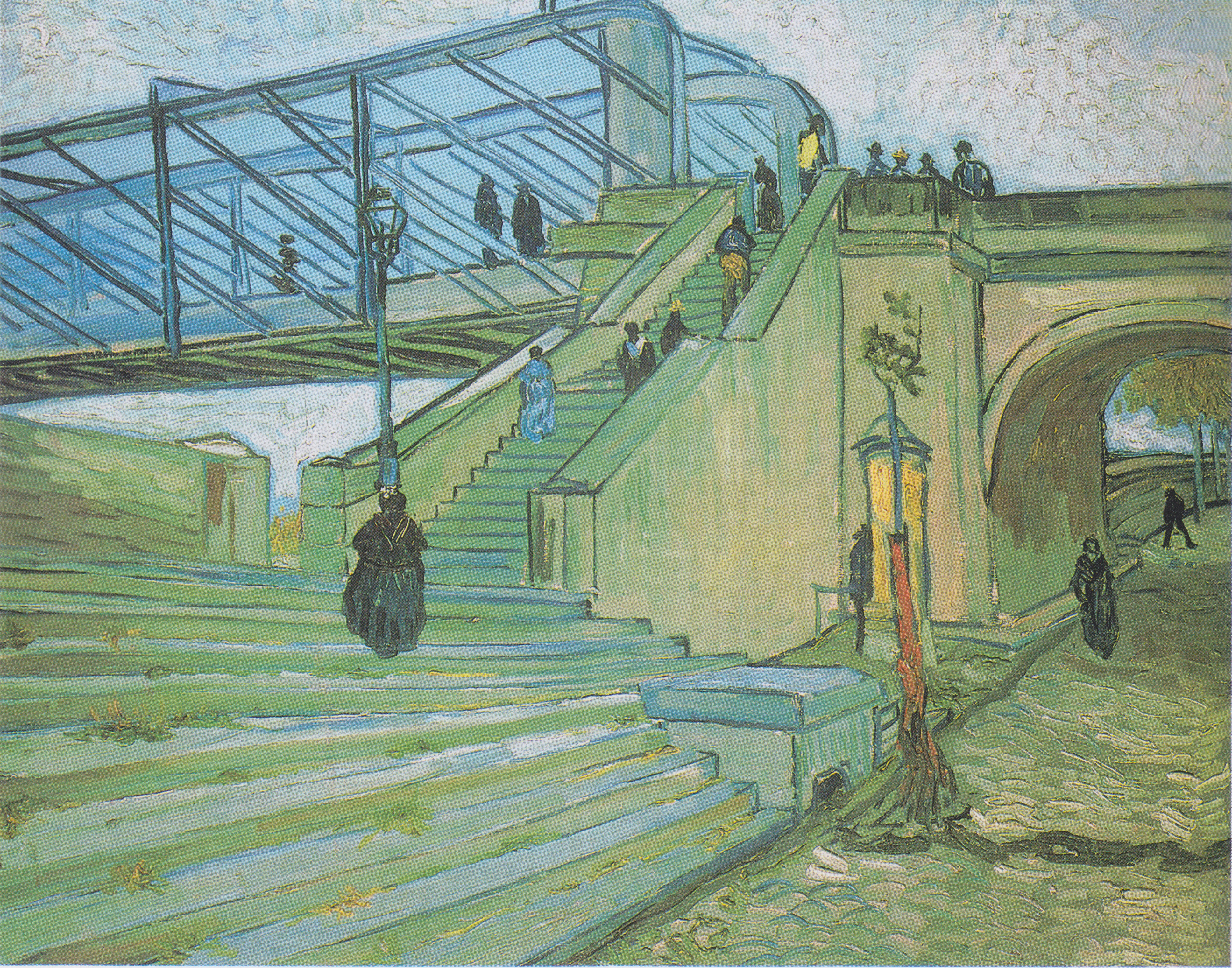
Vincent van Gogh: Die Brücke von Trinquetaille Privatsammlung, Leihgabe im Kunsthaus Zürich

### Beschreibung der Sammlung
Der genaue Umfang der Sammlung Silberberg ist heute nicht mehr bekannt, wird von Kunsthistorikern aber auf etwa 130 bis 250 Gemälde, Zeichnungen und Plastiken geschätzt. Anhaltspunkte bilden Beschreibungen der Sammlung, die zu Beginn der 1930er Jahre in deutschen Zeitschriften erschienen, sowie die Auktionskataloge der Jahre 1932 und 1935/36. Die bekannten Erwerbungen lassen sich von Silberbergs Zeit in Beuthen, wo er erste Werke der Münchner Schule erwarb, bis ins Jahr 1931 eingrenzen. Innerhalb dieser relativ kurzen Zeit gelang es Max Silberberg eine der bedeutendsten Kunstsammlungen im Deutschen Reich zusammenzutragen, wobei der Schwerpunkt auf deutscher und französischer Kunst des 19. und beginnenden 20. Jahrhunderts lag. Zu den wenigen älteren Arbeiten gehörte die genannte Zeichnung von Greuze sowie wertvolle Pokale und Becher aus der Zeit des Barock und der Renaissance.
Zu den Werken deutscher Malerei des 19. Jahrhunderts in der Sammlung Silberberg gehörten mehrere Arbeiten von Wilhelm Leibl, darunter das Männerbildnis mit Brille. Von Wilhelm Trübner gehörten die Gemälde Der Weg zur Kirche in Neuburg bei Heidelberg und Dame mit weißen Strümpfen ebenso zur Kollektion, wie das Selbstbildnis mit gelbem Hut, das 1876 entstandene Bildnis Kleinenberg und Die Labung aus dem Jahr 1880 von Hans von Marées. Ein weiteres Bild eines deutschen Künstlers ist das von Silberberg dem Museum in Breslau gestiftete Stillleben mit Porreebündel, Äpfeln und Käseglocke von Carl Schuch, das sich heute im Warschauer Nationalmuseum befindet. Hinzu kamen Werke des deutschen Impressionismus wie In der Küche und Markt in Haarlem von Max Liebermann oder Flieder im Glaskrug von Lovis Corinth. Ergänzt hatte Silberberg diesen Teil seiner Sammlung durch Zeichnungen von Adolph Menzel, Hans Purrmann und Otto Müller und durch Skulpturen seines Zeitgenossen Georg Kolbe. Aus dem deutschsprachigen Ausland befanden sich in der Sammlung Zeichnungen von Gustav Klimt und Paul Klee sowie das Gemälde Stockhornkette mit Thunersee von Ferdinand Hodler.

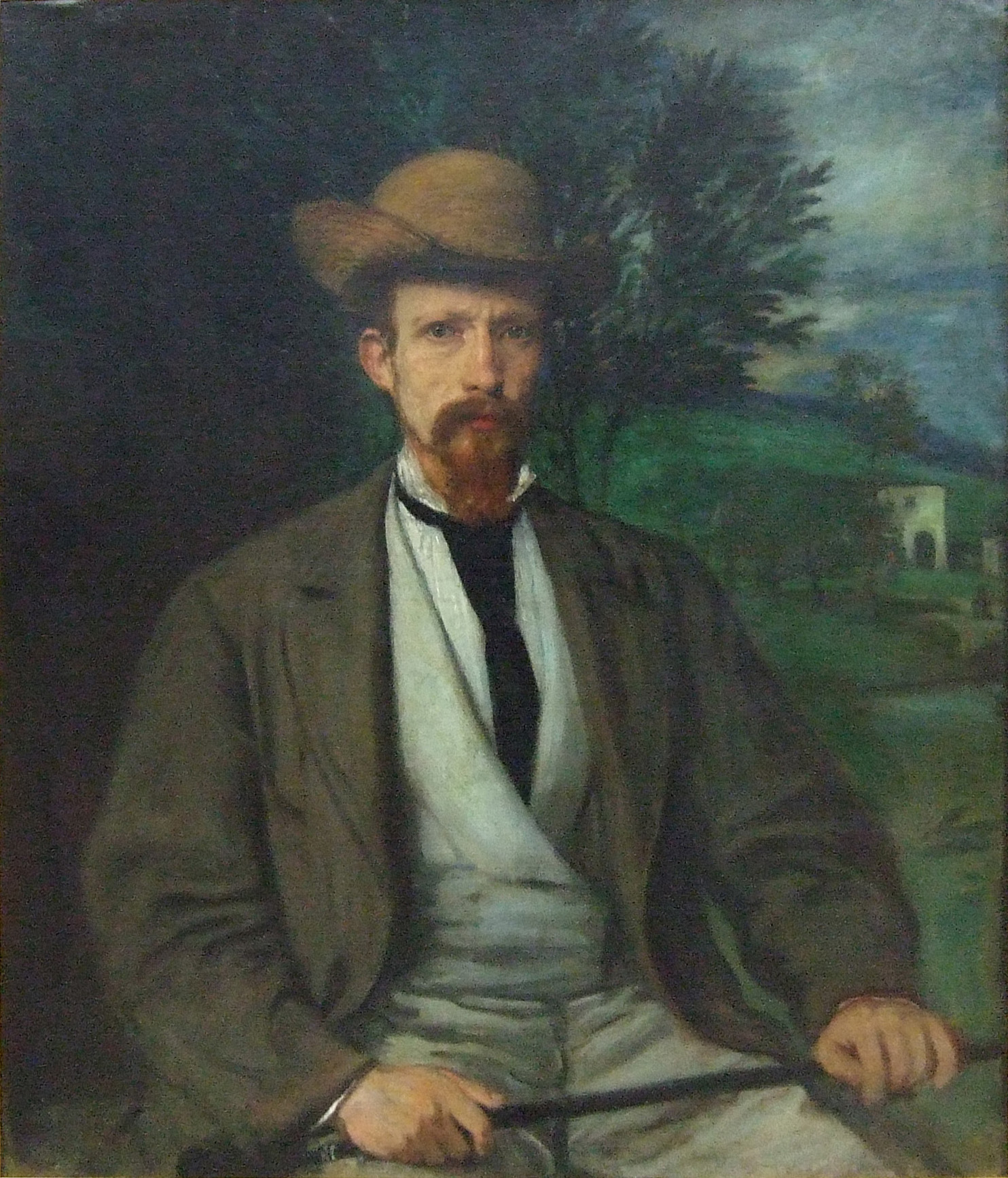
Hans von Marées: Selbstbildnis mit gelbem Hut Nationalgalerie Berlin
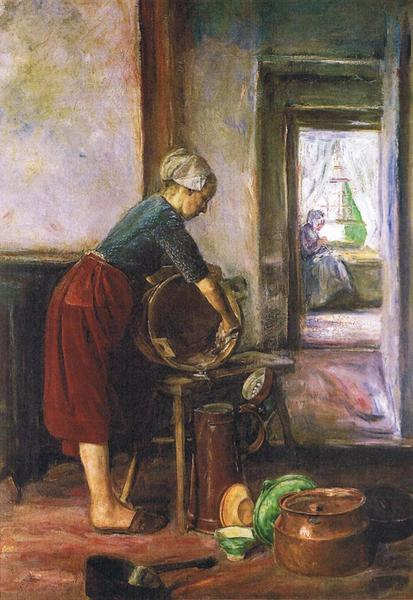
Max Liebermann: In der Küche Privatsammlung
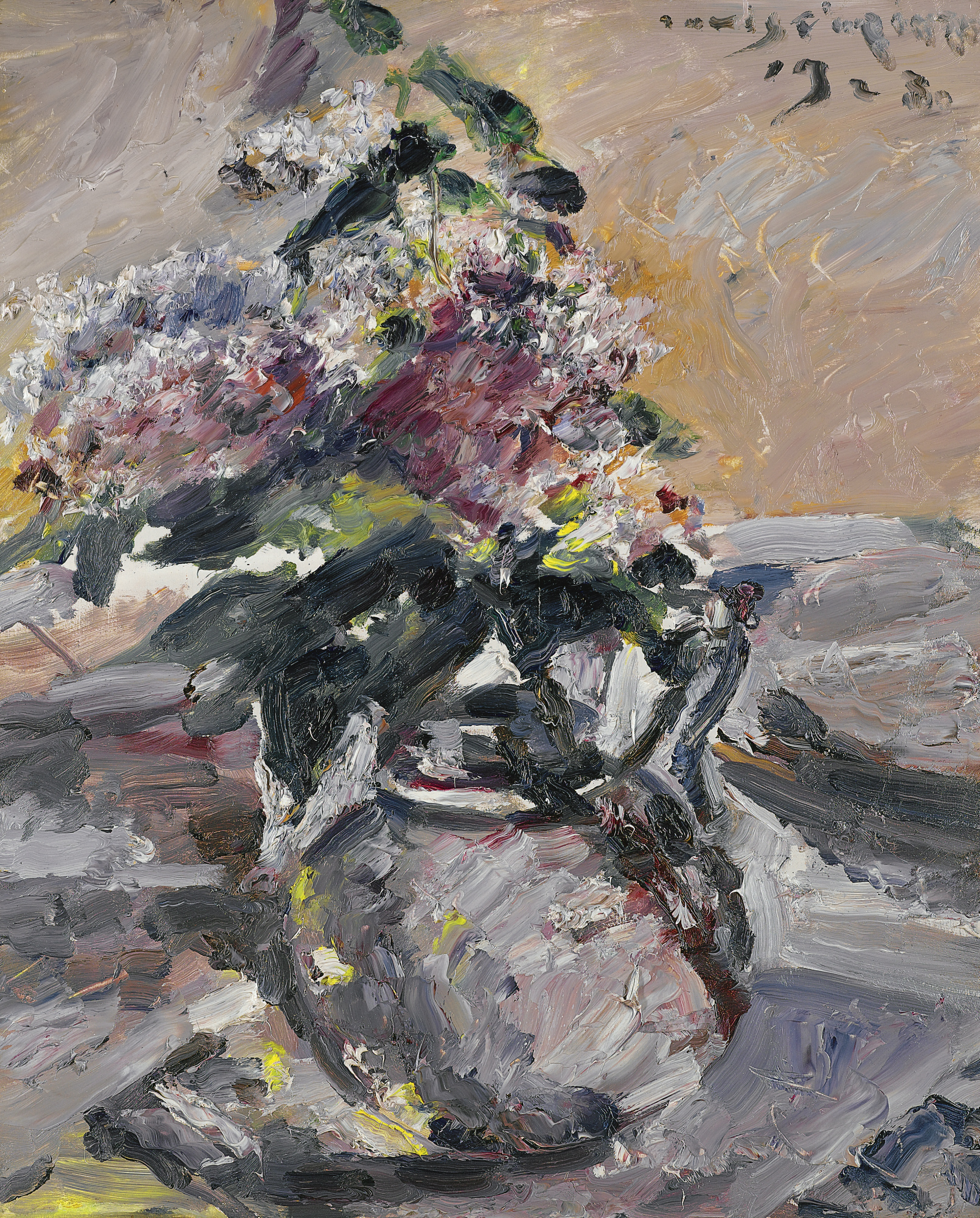
Lovis Corinth: Flieder im Glaskrug Privatsammlung
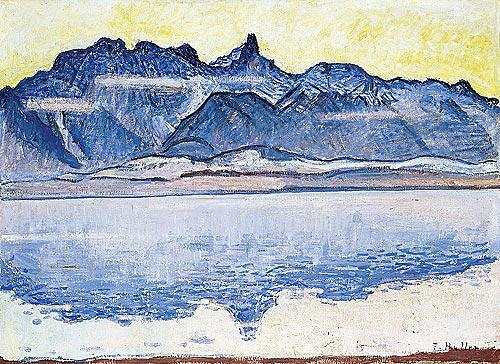
Ferdinand Hodler: Stockhornkette mit Thunersee Privatsammlung

Die Schwerpunkte der Sammlung Silberberg im Bereich französische Malerei lagen auf Werken des Realismus und des Impressionismus. Von Eugène Delacroix besaß der Sammler die Gemälde Algerische Frauen am Brunnen (heute Privatbesitz) und Odaliske auf einer Ottomane ruhend (Fitzwilliam Museum), von Jean-Baptiste Camille Corot die Arbeiten Poesie (Wallraf-Richartz-Museum) und Strohdachhütte in Normandie (Norton Simon Museum). Weiterhin sammelte Silberberg Werke von Honoré Daumier, Adolphe Monticelli, Jean-François Millet und vor allem Arbeiten von Gustave Courbet. Nachgewiesen sind dessen Gemälde Grand Pont (Yale University Art Gallery), Lesendes junges Mädchen (National Gallery of Art) und Der Felsen in Hautepierre (Art Institute of Chicago) in der Sammlung.
Zu den Werken des Impressionismus gehörten Pertuiset als Löwenjäger (Museu de Arte de São Paulo) und Junge Frau in orientalischem Gewand (Stiftung Sammlung E. G. Bührle) von Édouard Manet und Die Lektüre (Louvre), Kleines Mädchen mit Reifen (National Gallery of Art) sowie die in Privatbesitz befindlichen Bilder Lachendes Mädchen, Gondel, Venedig und Rosenstrauß von Pierre-Auguste Renoir. Von Claude Monet besaß der Sammler die Gemälde Boote auf der Seine (Privatsammlung) und Schnee in untergehender Sonne (Musée des Beaux-Arts de Rouen). Weitere Werke des Impressionismus in dieser Sammlung waren Die Seine bei Saint-Mammès (Privatsammlung) von Alfred Sisley, Boulevard Montmartre, Frühling 1897 (Israel-Museum) und Weg nach Pontoise (Musée d’Orsay) von Camille Pissarro sowie Landschaft mit Schornsteinen (Art Institute of Chicago), La sortie du bain (Musée d’Orsay) und Balletttänzerinnen (Privatsammlung) von Edgar Degas.
Zu den Werken des Spätimpressionismus in Silberbergs Sammlung gehörte die Gemälde Stillleben mit Äpfeln und Serviette (Musée de l’Orangerie), Jas de Bouffan (Privatbesitz) und Landschaft in der Umgebung von Aix (Carnegie Museum of Art), sowie die Zeichnung Rückenansicht eines männlichen Aktes (Ermitage) von Paul Cézanne. Hinzu kamen Die Brücke von Trinquetaille, (Privatbesitz) von Vincent van Gogh, von dem Silberberg auch die Zeichnung L’Olivette besaß. Verzeichnet sind zudem Arbeiten von Paul Signac sowie die kubistischen Werke Strand in Dieppe (Moderna Museet) und Stillleben mit Kanne von Georges Braque. Auch Arbeiten von Georges Seurat, Alexej von Jawlensky und Paul Klee sind in seiner Sammlung nachgewiesen.
Neben den Skulpturen des schon genannten Georg Kolbe erwarb Silberberg Arbeiten von weiteren Bildhauern. So erstand er aus dem Besitz der Schauspielerin Tilla Durieux die Holzskulptur Die Trauer von Ernst Barlach, die im Hause Silberberg im Entrée ihren Platz fand. Weitere Arbeiten, meist Kleinbronzen, stammten von Künstlern wie August Gaul, Auguste Rodin, Aristide Maillol, Constantin Meunier, Renée Sintenis und Henri Matisse.

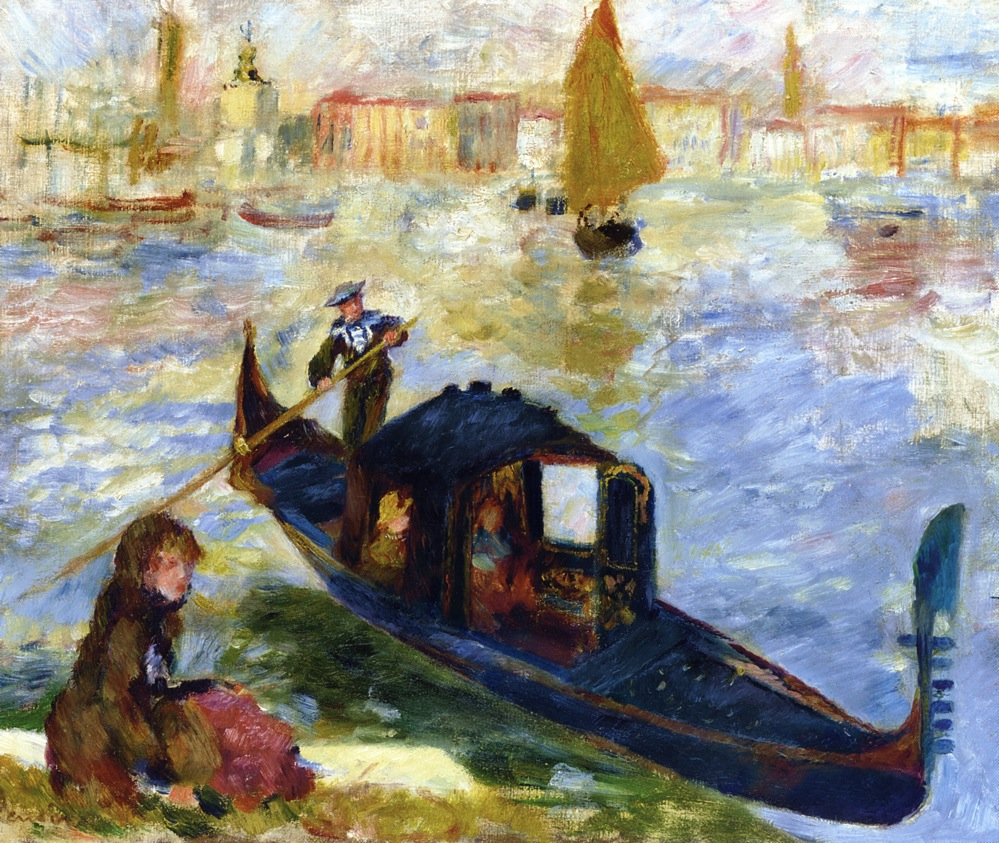
Pierre-August Renoir: Gondola, Venise Privatsammlung
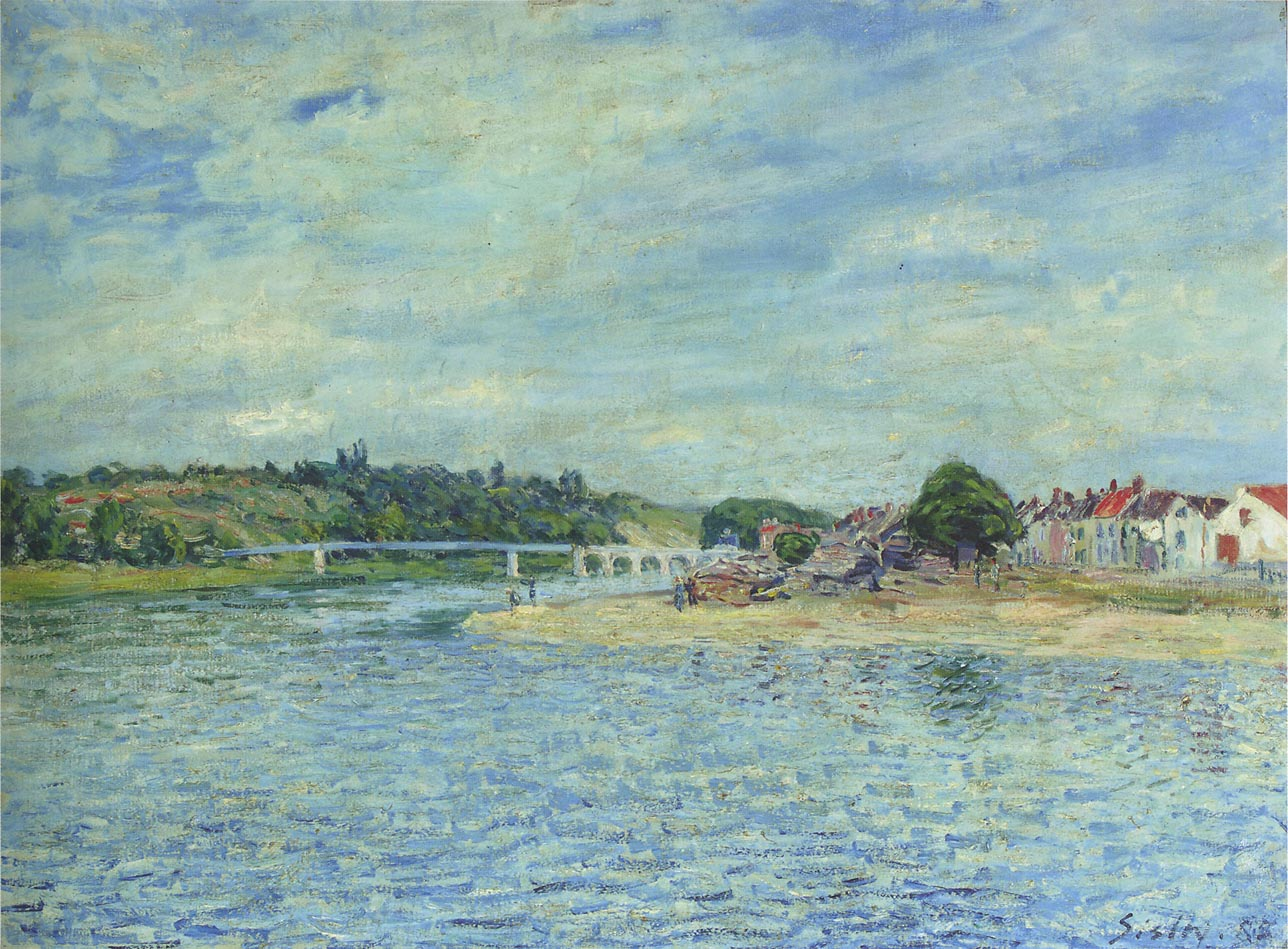
Alfred-Sisley: La Seine à Saint-Mammès Privatsammlung
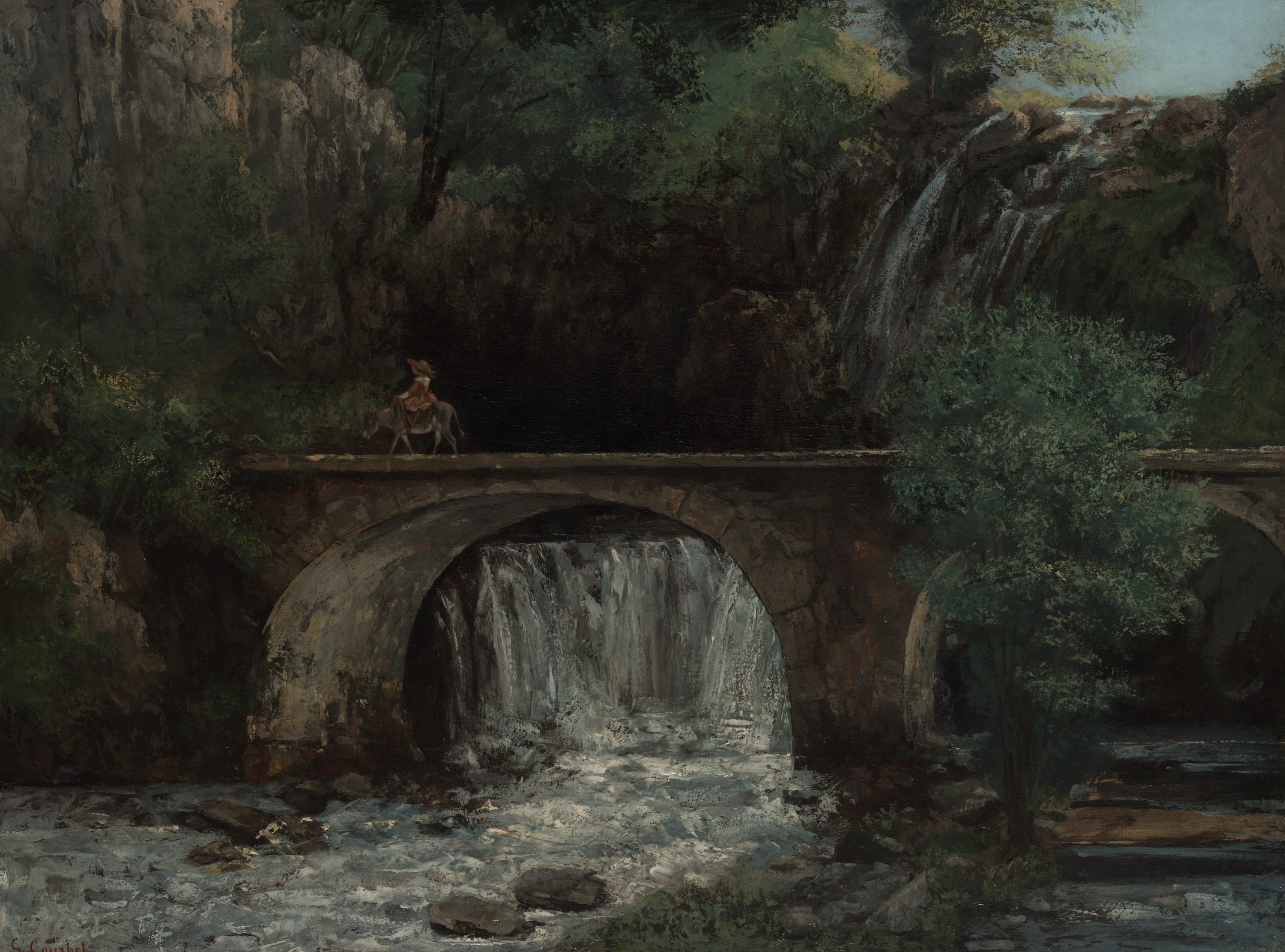
Gustave Courbet: Le Grande Pont Yale University Art Gallery, New Haven
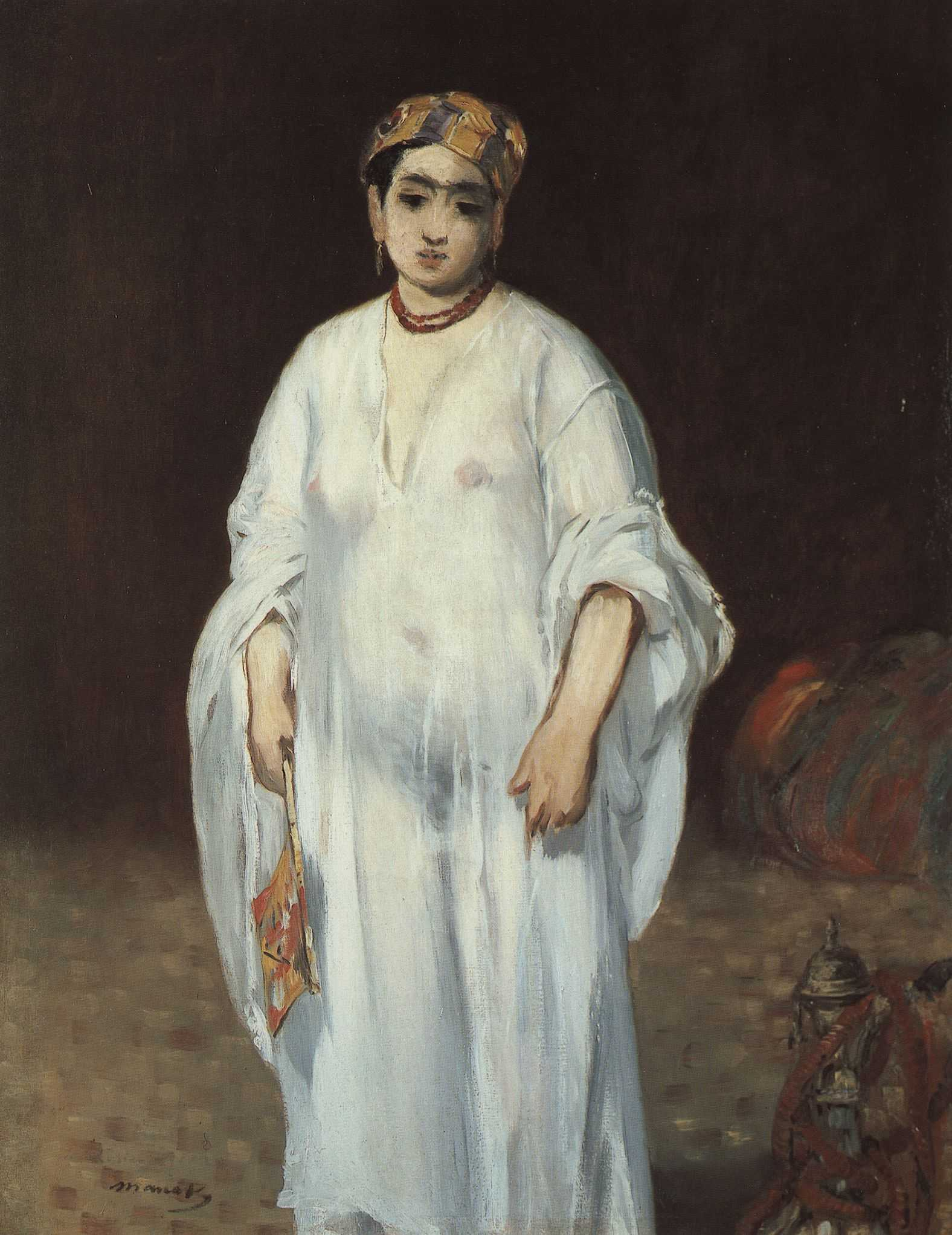
Édouard Manet: Junge Frau im orientalischen Kostüm Stiftung Sammlung E. G. Bührle, Zürich

### Restitutionen an die Erben Silberbergs
Nach dem Zweiten Weltkrieg hatten die Erben von Max Silberberg große Schwierigkeiten, Ansprüche an ihren ehemaligen Besitz geltend zu machen. Breslau war inzwischen eine polnische Stadt geworden und die Akten, die die schrittweise Enteignung des Silberbergschen Besitzes hätten dokumentieren können, waren entweder vernichtet oder für die Erben unzugänglich. Während die polnischen Behörden sich grundsätzlich weigerten ehemaligen deutschen Besitz – beispielsweise an Grundstücken – zu entschädigen, sahen sich deutsche Behörden nicht als zuständig an. Der ehemalige Kunstbesitz war durch die Auktionen und Weiterverkäufe weltweit zerstreut und der Verbleib in den meisten Fällen unbekannt. Zudem war zwar grundsätzlich durch alliiertes Recht anerkannt worden, dass auch „Eigentumsverlust durch Verkauf“ als Raub anzusehen ist, da die Veräußerung unter dem Druck der Verfolgung stattfand, doch einzelstaatliche Regelungen erschwerten oder verunmöglichten Rückgabeverlangen. Ab Ende der 1960er Jahre waren die Ansprüche zudem zum größten Teil verjährt. Erst mit der Washingtoner Erklärung von 1998, die insbesondere die Verjährung aufhob, erfolgte ein Umdenken bei Museen und im Kunsthandel. Nach dem Tod des Sohnes 1984 konnte die Schwiegertochter des Sammlers, Gerta Silberberg, nach 1998 erfolgreich die Restitution einiger Kunstwerke erreichen. Der größte Teil der Sammlung gilt allerdings nach wie vor als verschollen.
Deutsche Museen waren von mehreren Restitutionsfällen betroffen. So übergab 2003 die Staatsgalerie Stuttgart das Gemälde Stillleben mit Kanne von Georges Braque an die Erbin. Bei Corots Gemälde Dichtung im Kölner Wallraf-Richartz-Museum einigte sich die Erbin mit dem Museum auf eine finanzielle Entschädigung. Die Berliner Nationalgalerie hatte 1935 bei der Versteigerung im Auktionshaus Graupe Hans von Marées Mann mit gelbem Hut erworben und im Juli 1999 an die Erbin erstattet. Das Museum erwarb das Bild im Dezember desselben Jahres von ihr zurück. Ein weiteres Gemälde des Künstlers aus der Auktion, Die Labung, gelangte 1980 als Schenkung in das Museum Wiesbaden. 2014 konnte zwischen den Silberberg-Erben und dem Museum eine finanzielle Einigung über den Verbleib des Bildes im Museum getroffen werden. Ebenfalls aus der Auktion bei Graupe 1935 stammt die Zeichnung Olivenbäume vor dem Alpillengebirge von Vincent van Gogh, die seinerzeit der Verein der Freunde der Nationalgalerie erworben hatte und sich als Geschenk in der Nationalgalerie beziehungsweise nachfolgend im Kupferstichkabinett befand. Diese Zeichnung erhielt Greta Silberberg von den Staatlichen Museen restituiert und gab sie im Dezember 1999 im New Yorker Auktionshaus Sotheby’s zur Versteigerung, wo sie für 8,5 Millionen Dollar einen neuen Besitzer fand. Eine weitere Zeichnung im Besitz des Kupferstichkabinetts war Frau mit Umschlagtuch von Caspar David Friedrich, die Max Silberberg 1940 dem Finanzamt Breslau zur Begleichung von angeblichen Steuerschulden überlassen musste. Auch diese Zeichnung erhielt die Erbin 1999 erstattet. Weitere Werke aus Silberbergs Besitz befinden sich im Museum Georg Schäfer in Schweinfurt. Bei den dortigen Gemälden Markt in Haarlem von Max Liebermann und Kopf eines bayerischen Mädchens mit Inntaler Hut von Wilhelm Leibl konnte bisher keine Einigung mit der Erbin gefunden werden.
In der Schweiz fanden vor allem zwei Kunstwerke Beachtung, die bisher nicht an die Erbin zurückübertragen wurden. Das Gemälde Stockhornkette mit Thunersee von Ferdinand Hodler befindet sich als Leihgabe im Kunstmuseum St. Gallen. Die privaten Besitzer konnten sich bisher nicht zu einer Rückgabe des Bildes entschließen. Ebenfalls strittig ist die Eigentumsfrage an Édouard Manets Gemälde Junge Frau im orientalischen Kostüm (auch La Sultane) in der Zürcher Stiftung Sammlung E. G. Bührle. Das Museum geht – anders als die Erbin – davon aus, das Bild habe sich von 1933 bis zum Verkauf des Bildes 1937 nicht in Deutschland befunden und somit liege kein verfolgungsbedingter Verkaufsdruck vor. Restituiert wurde hingegen das Gemälde Nähschule im Waisenhaus Amsterdam von Max Liebermann, das sich zuvor im Besitz des Bündner Kunstmuseums befand.
Nach Einigung mit der Erbin verblieben die Gemälde Der Felsen in Hautepierre von Gustave Courbet im Art Institute of Chicago und Boulevard Montmartre, Frühling 1897 von Camille Pissarro im Jerusalemer Israel Museum. Ebenfalls zu Einigungen kam es zwischen der Erbin und den Besitzern von Kunstwerken, die diese bei Auktionen veräußern wollten. So gab es 2006 bereits vor den Versteigerungen im Auktionshaus Sotheby’s entsprechende Vereinbarungen, als die Gemälde Die Seine bei Saint-Mammès von Alfred Sisley und Algerische Frauen am Brunnen von Eugène Delacroix den Besitzer wechselten.
Als sogenannte Beutekunst befindet sich in der Eremitage in Sankt Petersburg aus Silberbergs ehemaligem Besitz die Zeichnung Rückenansicht eines männlichen Aktes (auch L’écorché). Als Vorbesitzer ist dort der Berliner Auktionator Paul Graupe angeführt, obschon auch diese Zeichnung von der Nationalgalerie Berlin erworben wurde. Eine Rückgabe an die Erben Silberbergs ist, wie in ähnlich gelagerten Fällen, von russischer Seite nicht zu erwarten. Auch weigert sich Polen bisher, die im Warschauer Nationalmuseum befindlichen Werke der Sammlung Silberberg an die Erben zu erstatten.